# Eltingmühlenbach
Die Eltingmühlenbach (Gewässerkennzahl 3346) ist ein 51,3 km langer, linker Nebenfluss der Glane westlich von Ladbergen. Folgt man der Stationierungslinie, dann wird der Fluss entlang seines Laufs Kolbach, Glaner Bach, Wipsenbach, Oedingberger Bach und Aa genannt.

## Geographie

### Verlauf
Die Verlaufbeschreibung folgt der Stationierung der Gewässerkennzahl 3346 von der Quelle des Kolbachs bis zur Mündung in die Glane.

#### Kolbach
Der Kolbach entspringt etwa 1,5 km nördlich von Bad Iburg auf einer Höhe von 198 m ü. NHN. Die Quelle liegt an der Südwestflanke des Dörenbergs im Teutoburger Wald. Der Bach fließt zunächst in südliche Richtungen auf Bad Iburg zu und wird dabei vom Sunderbach gespeist. Innerhalb des Stadtgebietes wendet sich der Bach zunächst nach Westen um die auf einer Erhebung liegende Altstadt und das Schloss zu umfließen. Nach weiteren 400 m Fließstrecke wendet sich der Kolbach nach Südosten. Diese Richtung behält der Bach bis zur Mündung des Freedenbachs. Ab der Mündung ⊙ wird der Bach Glaner Bach genannt. Dieser Punkt liegt auf einer Höhe von 101 m ü. NHN.

#### Glaner Bach und Wispenbach
Der Glaner Bach fließt zunächst in südsüdöstliche Richtung nach Glane. Von hier aus fließt der Bach in überwiegend südsüdwestliche Richtungen auf Glandorf zu. Etwa 2 km nordnordöstlich von Glandorf ⊙ wurde eine Wasserteilung installiert, die die Zuflüsse Glaner Bach und Remseder Bach auf die drei Abflüsse Wispenbach, Alten Glaner Bach und Linksseitigen Talgraben aufteilt. Die Gewässerstationierung folgt dem Wispenbach, der seinen Anfang auf einer Höhe von 70 m ü. NHN hat. Der Glaner Bach fließt weiter in überwiegend südliche Richtungen um sich südöstlich von Glandorf mit dem Wispenbach wieder zu vereinen. Dieser Punkt ⊙ liegt auf einer Höhe von 63 m ü. NHN. Ab hier ist der Name des Flusses Oedingberger Bach.

#### Oedingberger Bach, Aa, Eltingmühlenbach
Der Oedingberger Bach fließt zunächst in südliche Richtungen und nähert sich dabei bis auf etwa 300 m der Bever. Anschließend wendet sich der Fluss nach Westen. Mit Erreichen der Landesgrenze von Niedersachsen nach Nordrhein-Westfalen wird der Fluss nun Aa genannt und fließt in überwiegend westnordwestliche Richtungen durch das Gebiet von Ostbevern. Nach 13 km Fließstrecke erreicht der Fluss die Grenze zu Greven. Hier wechselt der Fluss zum letzten Mal den Namen und wird nun Eltingmühlenbach genannt.
Der Grenze für rund einen Kilometer nach Süden folgend, wendet sich der Eltingmühlenbach mit der Mündung der Wöstengosse wieder westlichen Richtungen zu. Nach der Querung des Glanerings fließt der Fluss mäandernd nach Westen. Bei Stationierungskilometer 8,5 unterquert der Fluss in einem Düker den Dortmund-Ems-Kanal. Anschließend fließt der Eltingmühlenbach Richtung Norden auf Schmedehausen, wendet sich jedoch vor dem Erreichen der Ortslage nach Nordwesten und unterquert wenig später die A 1. Nach dem Passieren der Bauernschaft Hüttrup ist die überwiegende Fließrichtung Norden. Dabei fließt der Eltingmühlenbach am westlichen Rand des Flughafens Münster-Osnabrück vorbei, um wenig später in den Ladberger Mühlenbach zu münden und damit die Glane zu bilden. Die Mündung liegt auf einer Höhe von 37 m.

### Nebenflüsse
Bedeutende Nebenflüsse mit einer Länge von mehr als 10 km sind der Bockhorner Bach und die Lütke Beeke. Das 29,8 km² große Einzugsgebiet des Bockhorner Bachs hat einen Anteil von 13 % an dem des Eltingmühlenbachs. In der folgenden Tabelle werden die Nebenflüsse des Eltingmühlenbachs aufgeführt, so wie sie im Gewässerverzeichnis NRW verzeichnet sind.
| Name              | Lage   | Länge in km | EZG in km² | Mündungshöhe in m ü. NHN | GKZ \|-  | Lütke Beeke | rechts | 11,0 | 13,153 | 45 | 3346 8 |
| Wöstengosse       | links  | 5,0         | 4,987      | 47                       | 3346 6   |             |        |      |        |    |        |
| Kempergosse       | rechts | 3,6         |            | 48                       | 3346 592 |             |        |      |        |    |        |
| Deppengaugosse    | links  | 3,9         |            | 49                       | 3346 58  |             |        |      |        |    |        |
| Saatgauer Bach    | links  | 2,6         |            |                          | 3346 56  |             |        |      |        |    |        |
| Vorblecksbach     | rechts | 5,7         |            |                          | 3346 54  |             |        |      |        |    |        |
| Krieggraben       | links  | 3,5         |            |                          | 3346 52  |             |        |      |        |    |        |
| Riedenbach        | rechts | 6,0         | 9,228      |                          | 3346 4   |             |        |      |        |    |        |
| Bockhorner Bach   | rechts | 11,7        | 29,818     |                          | 3346 2   |             |        |      |        |    |        |
| Dübte             | links  | 5,8         |            |                          | 3346 196 |             |        |      |        |    |        |
| Deslager Bach     | rechts | 2,9         |            |                          | 3346 194 |             |        |      |        |    |        |
| Rasender Boller   | rechts | 2,5         |            |                          | 3346 192 |             |        |      |        |    |        |
| Alter Glaner Bach | links  | 3,9         | 0,565      |                          | 3346 16  |             |        |      |        |    |        |
| Glahne            | links  | 1,6         |            |                          | 3346 154 |             |        |      |        |    |        |
| Vogelpohls Bach   | rechts | 3,8         |            |                          | 3346 132 |             |        |      |        |    |        |
| Freedenbach       | links  | 4,1         | 4,668      |                          | 3346 12  |             |        |      |        |    |        |
| Sunderbach        | rechts | 1,8         |            |                          | 3346 112 |             |        |      |        |    |        |

## Name
Der Name kommt vom Haus Eltingmühle, eine wichtige Mühle und Zollstation bis ins 19. Jahrhundert an der Grenze zwischen dem Hochstift Münster und der Grafschaft Tecklenburg. Dennoch spricht man auch hier von der Glane: 

„Hauptachse der zur Bauerschaft gehörenden Höfe ist der Wasserlauf der Glane, der in diesem Bereich heute als Eltingmühlenbach bezeichnet wird. Daher wird Schmedehausen noch heute liebevoll als „Glanedorf“ bezeichnet, obwohl es weder an der Glane liegt noch ein Dorf ist.“

## Naturschutz

### Naturschutzgebiet Aa / Elting-Mühlenbach
Zwischen den Stationierungskilometern 27,1 und 24,8 durchfließt der Eltingmühlenbach das Naturschutzgebiet Aa / Elting-Mühlenbach der Gemeinde Ostbevern. 

### FFH-Gebiet Eltingmühlenbach
Der Unterlauf des Eltingmühlenbaches ist ab Stationierungskilometer 12,85 als FFH-Gebiet ausgewiesen worden. Das FFH-Gebiet Eltingmühlenbach hat eine Größe von 309 ha. Hier wächst z. B. der in Nordrhein-Westfalen sehr seltene Wiesen-Schachtelhalm (Equisetum pratense)